# VW Гончих Псов
VW Гончих Псов (лат. VW Canum Venaticorum) — одиночная переменная звезда или двойная затменная переменная звезда типа W Большой Медведицы (EW) в созвездии Гончих Псов на расстоянии приблизительно 9225 световых лет (около 2828 парсек) от Солнца. Визуальная звёздная величина звезды — от +12,07m до +11,61m.
Открыта Николаем Ефимовичем Курочкиным в 1961 году, переклассифицирована Францем Агерером и Томасом Бертольдом в 1994 году*.

## Характеристики
VW Гончих Псов — белая пульсирующая переменная звезда типа RR Лиры (RRС:) спектрального класса B-A. Радиус — около 4,51 солнечного, светимость — около 52,914 солнечной. Эффективная температура — около 6819 K.